# Богдан Т50110
Богда́н Т50110 — український напівнизькопідлоговий тролейбус-прототип, випущений у двох екземплярах Луцьким автомобільним заводом, що став прототипом для створення моделей нової лінійки тролейбусів «Богдан», і дана модель серійною не є, Богдан Т50110 є найпершим тролейбусом з новим дизайном розробки Богдан. На відміну від інших тролейбусів «Богдан», тролейбус має довжину 10 метрів (якщо точно — 9.99 метри).
Головні переваги Богдан Т50110
- кузов виготовлено з оцинкованої сталі та повністю оброблено антикорозійним покриттям, ресурс роботи — не менше 15 років;
- верткість і маневреність на вузьких вулицях завдяки довжині 9.99 метра;
- використання якісних іноземних комплектуючих;
- застосування системи керування на IGBT-транзисторах виробництва фірми Cegelec, Чехія; рекуперація під час гальмування зменшує витрати електроенергії;
- екологічно чистий транспорт

## Історія
Першими тролейбусами, що випускали корпорацією «Богдан» стали Богдан Е231, побудовані на базі 14.6-метрового тривісного довгоміра Богдан А231. Перші два кузови тролейбусів були виготовлені на заводі у Черкасах, однак доробляли їх на Луцькому автомобільному заводі, а віднині тролейбуси стали випускатися лише на ЛуАЗі. Богдан Е231 у 2008 році знято з виробництва, і почато розробку нової лінійки тролейбусів з зовсім новим дизайном та переважно імпортними комплектуючими. Богдан Т50110 став прототипом для нової лінійки тролейбусів, що випускаються у Луцьку.
Дана модель не є серійною: два перших і єдиних виготовлених тролейбуси було побудовано літом 2008 року, а у серпні 2008-го їх святково презентовано у Луцьку, де їх і залишено. На Т501.10 часто організовувалися екскурсії та спецрейси та знято декілька репортажів про них. Два тролейбуси отримали номери №№206 і 207, Т50110 є найменшим з усіх існуючих тролейбусів Богдан, на базі його нині випущено 10.6-метровий Богдан Т60111 і 15-метровий довгомір Богдан Т80110, у лютому 2010 випущено перший 12-метровий Богдан Т70115.
Через те, що довжина тролейбуса становить лише 9.99 метра, пасажири дали йому прізвисько «карапуз», оскільки у порівнянні з іншими українськими та білоруськими тролейбусами він виглядає справді малим, а довгомір Богдан Е231 отримав прізвисько «крокодил» через довжину та повністю зелене пофарбування.

## Опис моделі
Модель Богдан Т50110 не є серійною, а лише прототипом для створення нових тролейбусів, тільки більшої довжини, їх виготовлено два екземпляри, і вони експлуатуються на маршрутах Луцька. Там дані тролейбуси отримали чимало позитивних відгуків та побажань, попри свою довжину, тролейбус може працювати на достатньо завантажених маршрутах та перевозити великі маси пасажирів (а повна місткість Т501.10 нічим не поступається його наступнику Богдан Т60111, що на 64 сантиметри довший за нього). Тролейбус Богдан Т50110 побудований на базі дослідного автобуса Богдан А501 (збудованого навесні 2008 року), однак тролейбус не є повністю уніфікованим з даною моделлю, у них є декілька конструктивних відмінностей (окрім головних відмінностей між будь-яким автобусом та тролейбусом), вони будуть подані нижче. Довжина тролейбуса, як вже були сказано вище, становить 9.99 метри, однак не варто це вважати недоліком конструкції: хоч він і 10-метровий, та бере багато пасажирів, є достатньо широким, комфортний для пасажирів, а найголовніше — є мобільним та вертким на вузьких вулицях міст України. Кузов тролейбуса, як і у інших тролейбусів Богдан виготовлений з оцинкованої сталі, а цинк не дозволяє сталі окиснюватися і досить серйозно збільшує ресурс роботи кузова та обшивки, крім цього, увесь кузов має антикорозійний захист; основою конструкції є готовий кістяк, тобто тримальний кузов, коли усі агрегати кріплять на вже наявний кузов, а не на раму, коли б модулі кріпилися лише на неї, що стосується рами, то вона інтегрована з кузовом та підсилює його. Тролейбуси Богдан Т50110 мають пофарбування, схоже на пофарбування нової лінійки тролейбусів Богдан: нижня частина передка і бампер зелені, нижня частина боковин зелена, задок і дах темно-зелені, відповідно і контейнер з електрообладнанням теж є темно-зеленим, світло-зеленими залишається верхня частина передка під лобовим склом та верхня частина боковин під лобовим склом.
Оскільки Т50110 є тролейбусом зі вже нової лінійки «Електробогданів», тому дизайн його передньої панелі є дуже подібним на дизайн передків його наступників, окрім одної риси — наступники Т50110 мають трохи більшу висоту, однак висота у 330 сантиметрів не є ні недоліком, ні незручністю даного тролейбуса. Лобове скло тролейбуса є гнутим, безколірним і заокругленим з боків, як це зроблене і у інших тролейбусів з його лінійки, лобове скло є трохи нижчим за ті, що наявні у наступників, однак гірших умов контролю за ситуацією на дорозі не спричинює. Як і багатьох моделей сучасного транспорту, у тролейбуса наявне багатослойне лобове скло-триплекс, або інакше безосколкове лобове скло. Безосколкове або безуламкове лобове скло є склом, що обклеєне з обох боків одним або багатьма шарами пластику (прозорого, звичайно), який здатен утримувати осколки. При серйозних зіткненнях, скло хоч і розіб'ється, та усе одно триматиметься у масі, за рахунок цих же шарів пластику. Таким чином уламки будуть триматися у масі до повної заміни ушкодженого склопакету і не вилетять, отже не утворять ріжучих уламків та не травмують нікого. Якщо це скло і вилетить з оправи від лобового удару, то залишиться лежати листом, однак тримуються безуламкові склопакети у віконних оправах зазвичай дуже міцно. Примінення триплексу є ще однією перевагою даного тролейбуса та ще одним елементом безпеки, а безуламкове лобове скло досить часто через його властивості звуть травмобезпечним, або просто безпечним. Лобове скло тролейбуса суцільне і панорамного типу, що забезпечує водієві максимально можливі умови контролю за ситуацією на дорозі, у тролейбуса наявні два склоочисники горизонтального типу з великими полотно-насадками, завдяки чому відтирають максимально можливий відсоток поверхні скла від опадів, склоочисники є тришвидкісними. Світлотехніка на передку представлена 8 фарами, двома вогнями показу поворотів і двома габаритними вогнями, усі фари округлі, малого розміру і узагалі виглядають досить симпатично, фари хоч малі, та маюють високу потужність та лінзове остеклення, за рахунок чого збільшено їхню далекоглядність, лінзи також мають і «поворотні» фари. Під звичайними фарами наявні протитуманні фари та вогні дального світла, вони також оснащені лінзами для збільшення далекоглядності. Бампер тролейбуса чіткоокреслений, однак невеликий, через стандартне пофарбування він темно-зелений, до того ж з бампером пов'язаний один цікавий факт: коли тролейбуси проходили обкатку, передній і задній бампер кудись зникали, а потім знову з'являлись; на бампері виділене місце для номерного знаку, однак номерними знаками в Україні тролейбуси не обладнуються, лише парковими номерами. Емблема Луцького автомобільного заводу, як і має бути, знаходиться посередині передка, однак на номері 207 наклеєно емблему Isuzu, також на одному з двох (№207) намальований прапор України, що вказує на країну, у якій працює Богдан Т50110. На передку тролейбуса могли бути розміщені і інші знаки, на кшталт іконок, що позначають можливість перевезення інвалідів у візках та зручність перевезення людей похилого віку, однак українські тролейбуси, як правило не обладнуються такими знаками. Над лобовим склом тролейбуса розміщено верхній рейсовказівник, це електронне табло з суцільним дисплеєм, що дає можливість вибивати літери різного розміру, тобто можна розміщувати літери як у одному, так і у двох рядках; по боковинах, на відміну від наступників Т50110 рейсовказівників немає, є лише один малого розміру (показує лише номер рейсу) на задній панелі. Бокові дзеркала заднього виду тролейбуса сферичного типу, чорного кольору та звішуються над кабіною водія у стилі «вуха кролика», вони забезпечують високий рівень контролю за ситуацією на дорозі позаду тролейбуса, також обладнані електропідігрівом задля запобігання обмерзанню та запотіванню бокових дзеркал, також використане антибликове покриття.
Задня панель тролейбуса від інших Богданів не різниться нічим, окрім як іншим пофарбуванням (описано вище), що стосується елементів, то заднє скло у тролейбуса є суцільним, хоча половину його загороджує розташування моторного відсіку, аналогічне іншим Богданам, щодо самого мотора, то двигуна розміщено на задньому звісі під підлогою, тролейбус укомплектований двигуном постійного струму, українського виробництва моделі ЕД-139 (Електроважмаш, Харків), двигун має потужність у 140 кіловат. Наступні ж моделі Електробогданів мають інші моделі двигунів: Т601.11 має ЕД 139А (140 кіловат, Електроважмаш, Харків), Т80110 обладнаний двигуном ЕК-211 (175 кВт, Динамо, Москва) а Е231 обладнаний ДК-211БМ (175 кВт, Динамо, Москва). Слід зауважити, що модифікація Т601, Т60112 має асинхронний двигун змінного струму. Система керування тролейбуса виконана на базі IGBT-транзисторів, IGBT-транзисторна система керування виготовлена чеською компанією Cegelec. Дана система управління тяговим двигуном дозволяє зменшити витрати електроенергії на 30—40 відсотків порівняно з РКСК, у тролейбуса наявна рекуперація під час гальмування. Система штанговловлювання є повністю механічною, при зриві штанги з контактної мережі у кабіні водія подається легко впізнаваний сигнал. Як і інші тролейбуси Богдан, засобами автономного ходу тролейбус не комплектується (поки що жоден з українських пасажирських тролейбусів їми досі не комплектувався). По головних ходових частинах, тролейбус є уніфікованим з іншими тролейбусами Богдан: мости тролейбуса виконано німецькими фірмами Voith i ZF, тролейбус є двовісним, колеса мають дискову конструкцію, ведучий міст у нього — задній. Передня підвіска незалежна пневматина, задня залежна пневматична, також наявна функція пониження рівня підлоги ECAS («kneeling»), «кнілінг», за допомогою даної електронної системи тролейбус може присідати до рівня тротуару. Гальмівна система тролейбуса:
- робоче гальмо (гальмо, яке приводиться у дію водієм натиском на педаль гальма, сповільнення регулюється і від сили натиску на педаль) — пневматична, двохконтурна система (розбиття на гальмівні контури по осі). Двохконтурну гальмівну систему має і автобус А501.
- допоміжна гальмівна система — система електродинамічного гальмування тяговим електродвигуном.
- стоянкова гальмівна система (це система для нерухомого утримання транспортного засобу під час зупинок, особливо актуальна на ухилах) — представлена ручним важелем, що діє на гальмівні механізми задніх коліс (ведучого моста).
- резервна гальмівна система (допоміжна система у разі виходу з ладу робочого гальма, що і так вкрай небажано) — представлена одним з контурів робочої гальмівної системи.
- ABS — також у тролейбуса наявна антиблокувальна система ABS (Anti-lock Braking System). Інші тролейбуси Богдан також комплектуються АБС. Вона потрібна для можливості контролю за транспортним засобом під час екстреного гальмування.

Також у тролейбуса наявна система блокування руху з відкритими або наполовину закритими дверима. До салону тролейбуса ведуть три двері, як і у інших тролейбусів Богдан, однак відрізняються за формулою дверей. Під формулою дверей мається на увазі кількість дверних створок: записуються вони від передніх дверей, отже у даному тролейбусі наявна формула 1—2—1 (передні двері одностворчасті, середні двостулкові і задні мають одну стулку). На відміну від інших тролейбусів зі своєї лінійки, Т501 не має передніх дверей для входу та виходу пасажирів, оскільки її цілком обладнано для входу та виходу водія з/до кабіни. Двостворчастими є лише середні двері, двостворчастими є передні двері вже у Т60111, довжиною 10.63 метри. Двері тролейбуса є поворотно-зсувного типу, малошумні, та мають систему протизащемлення пасажирів, нею обладнано усі тролейбуси, що випускаються на Луцькому автомобільному заводі, суть системи протизащемлення полягає у відході дверної стулки на свою попередню позицію, якщо та при закритті наткнулася на пасажира, дана система дуже доречна у годину-пік на завантажених маршрутах, коли завантаження у тролейбусі досягає понад 80 чоловік. На дверях застосовано травмобезпечні безуламкові склопакети (не кришаться при ушкодженнях, завдяки тому, що скло утримується шаром прозорого пластику), склопакети, застосовані на дверях також є тонованими. Слід також згадати те, що формула дверей у тролейбуса Богдан Т50110 є оригінальною: у автобуса Богдан А50110 замість формули 1—2—1 наявні чотири одностворчасті двері поворотно-зсувного типу. Вже було згадано вище, що тролейбус має систему блокування руху з відчиненими дверима, що прозвана «повітряним ключем». Дані аспекти підтверджують високий рівень безпеки у тролейбуса-прототипа і його наступників і те, що сучасні українські тролейбуси нічим не поступаються закордонним аналогам.
Тролейбус Т501, на противагу своїм повністю низькопідлоговим наступникам є наполовину низькопідлоговим; справа у тому, що задня частина салону розміщена на помості, до якого ведуть дві сходинки, що і не дозволяє назвати його повністю низькопідлоговим. Автобус А501.10 також має підвищення у задній частині салону з одною різницею: його двигун розміщено на задньому звісі і він уміщений під підлогу, у тролейбуса двигун розміщений під підлогою, а з лівого боку розміщено шафку з електрообладанням. Кількість сидінь у двох цих машин також неоднакова, проте про це вже пізніше. Підлога салону тролейбуса застелена цільнотягнутим килимом лінолеуму, лінолеумне покриття підлоги є неслизьким, що є актувальним зимою, також підлога салону оздоблена блискітками, вони не мають жодної функції, а є просто декоративними. Лінолеумним килимом покриті і колісні арки, хоча лінолеум якісний, та має властивість сильно забруднюватися зимою. Обшивка бортів салону виконана зі сталі і облицьована пластмасою, а сам салон виконаний у яскравих барвах: борти і перегородка кабіни водія світлозеленого кольору, настил підлоги та колісних арок світлосірого кольору, а стеля, яка є, до речі дуже високою пофарбована сірим. Поручні тролейбуса виконано з тонкої сталевої труби та пофарбовано полімерної фарби для більшої стійкості проти корозії, їх пофарбовано у жовтий колір (присутній на поручнях у переважної більшості наступників Т50110). Поручні тролейбуса мають такий елемент, як вигин труби у її верхній частині, при чому вигин дугою, гнуті поручні присутні на переважній більшості сучасних автобусів і тролейбусів великого класу, їх закріплено на спеціальних кронштейнах або на боковинах, або на підлозі салону; на переважній більшості поручнів встановлені кнопки виклику до водія у разі потреби, здебільшого для зупинки на вимогу. Вертикальні поручні розміщено майже біля кожного ряду з сидіннями, якраз вони обладнані кнопками виклику до водія, усі вони є гнутими зверху, горизонтальні поручні також є вигнутими. На відміну від своїх наступників, такою рисою, як ручки з пластику для більшої зручності для пасажирів Т50110 не володіє: найперше такі ручки з’явилися лише у Т601. Сидіння, що встановлені на двох Т501 різняться від тих, що встановлюються на найновіші екземпляри, у деяких випусках Т601 можна зустріти ті ж сидіння з м’яким покриттям і металевою ручкою для стоячих поруч пасажирів, у новіших сидіння напівм’якого типу з високою спинкою із синтетичним покриттям. Сидіння на даному екземплярі роздільного типу, оснащені м’якою синтетичною тканиною, мають нижчі спинки, аніж альтернативні варіації, сидіння також покриті антивандальним покриттям. Як і у інших «Богданів», сидінь у салоні і немало і небагато: їх 22, їх вистачає для перевезення достатньої кількості пасажирів, а компактні сидячі місця забезпечують широкі проходи між рядами сидінь, у дослідного автобуса А501 їх на два менше (20 штук). Що стосується пасажиромісткості тролейбуса, то нормальна місткість 10-метрового Т501 становить 86 чоловік (на противагу Т601 з 98/100 пасажирами), однак при повному завантаженні у Т501 може поміститися і до сотні пасажирів.
На відміну від своїх наступників, даний тролейбус є напівнизькопідлоговим: задня частина салону розміщена на невеликому помості а при задніх дверях розміщено дві сходинки. Також у Т501-го немає накопичувального майданчика навпроти середніх дверей, тролейбус не має спеціального місця або майданчика для перевезення інвалідів у візках або дитячих візків, однак упринципі це є можливим: тролейбус має низький рівень підлоги навпроти середніх дверей. Спеціальні накопичувальні майданчики з’явилися у Т601.11 а два інвалідних крісла наявні у Т801.10. Тролейбус оснащений високими боковими вікнами, тролейбус оснащений вклеєними тонованими склопакетами, окрім того, що бокові вікна у тролейбуса тоновані, вони є безуламковими. На бокових вікнах зверху розміщені кватирки, призначені для вентиляції. Вентиляція у салоні представлена кватирками на бокових вікнах, і люками на даху. Як і у наступників, опалення у салоні представлене повітряним конвектором, який є досить ефективним: у салоні трола тепло навіть у досить сильний мороз. Непоганою є система опалення і наступників Т50110; повітряні конвектори використовують і інші тролейбуси в Україні (наприклад, ЛАЗ Е183, повітряний конвектор потужністю 30 кіловат: у салоні тепло навіть у двадцятиградусний мороз), а у ЮМЗ Т1 конвектори дуже малоефективні, у його салоні зимою дуже холодно. Освітлення у салоні здійснюється за допомогою плафонових світильників, що розміщено на дасі салону, також характерною особливістю салону є високий рівень стелі салону, тому салон і зручним для пасажирів високого зросту.
Водійська кабіна тролейбуса відокремлена від салону суцільною перегородкою, та має два входи та виходи: під вхід та вихід водія з кабіни прилаштовано передню створку передніх дверей, також з салону до кабіни ведуть спеціальні двері. Слід зазначити, що передні двері у даного тролейбуса зроблено одностулковими, як і у Богдан Е231: і ця створка була виділена для водія і пасажири не мали передньої двері, що було незручним. Дизайн місця водія у Т50111 є аналогічним новій лінійці Богданів, місце водія виконано у світлих барвах та є вельми комфортним та зручним. Приборна панель тролейбуса зроблена з пластмаси, і є світлосірого кольору, варто зауважити, що ця панель може регулюватися, як і у рульова колонка. Оскільки двері входу-виходу з лівого боку немає, там розміщено невелику додаткову панель з приладами. Клавіші на приборній панелі великого розміру, чорного кольору та легко читаються завдяки тому, що є великими та малюнкам з розшифрування функцій, якими вони керують. Так, з правого боку розміщені клавіші відкриття та закриття дверей, включення аварійної сигналізації, освітлення у салоні та фар дального світла, клавіші з лівого боку керують опаленням та кондиціонуванням та іншими функціями. Оскільки у водійській кабіні гарна система освітлення, і кожна з клавіш має власну підсвітку, і що цікаво різних кольорів. Показникові прилади на приборній панелі розміщені посередині. Спідометр тролейбуса розміщений зліва та оцифрований до 120 км/год (однак, правда такої швидкості тролейбус не розвине з кількох причин: у місті така швидкість не дозволена (дозволено 60); ну і технічно цей тролейбус такої швидкості не вижме), цікавий факт, що ціна поділки на спідометрі 1 км/год, тобто розграфлений циферблат навіть на таку точну швидкість. Показникові прилади мають червоні стрілки, що мають потужну червону підсвітку уночі, а циферблати уночі світяться синім світлом, і, до того ж колір може регулюватися водієм. На панелі з показниковими приладами розміщуються показники ввімкнених функцій, які замінили застарілі світлодіоди. Рульова колонка тролейбуса виконана або українською фірмою ЗАТ «Радій», або німецькою фірмою ZF. Рульова колонка оснащена гідропідсилювачем керма, травмобезпечна та може також регулювати нахил керма. На кермі вибито «Isuzu», що показує те, що тролейбус викоистовує панель приладів з автобусів Isuzu (які і більшість інших Богданів). Проблема підрульових важелів вирішена шляхом об'єдання їх у два мультиважелі зправа і зліва (лівий важіль відповідає за включення поворотів, фар, габаритних вогнів, правий за включення склоочисників, див. про склоочисники вище, включення склоомивача). Водійське крісло м'яке, комфортне, на пневмопідвісці та має підголівник, крісло обшите синтетичною тканиною, встановлене та спеціальних рейках, завдяки чому може регулюватися не тільки у висоту, а й відсуватися за потреби. Управління електронними рейсовказівниками керується за допомогою спеціальної панелі зверху, там же влаштовано і радіо. Освітлення у кабіні відбувається за рахунок плафонового світильника і підсвітки приладів. Вентиляція відувається за рахунок зсувної кватирки, опалення — від повітряного конвектора. Також у кабіні наявне велике заднє дзеркало огляду салону, вогнегасник та аптечка.

## Технічні характеристики
| Богдан Т50110                                | Богдан Т50110                                                                       |
| -------------------------------------------- | ----------------------------------------------------------------------------------- |
| Загальні дані                                |                                                                                     |
| Модель                                       | Богдан Т50111                                                                       |
| Інші назви                                   | жодних                                                                              |
| Прізвисько                                   | «карапуз»                                                                           |
| Клас                                         | міський тролейбус                                                                   |
| Побудований на базі,                         |                                                                                     |
| Модифікації                                  | жодних                                                                              |
| Виробник                                     | Богдан, збирається на ЛуАЗі                                                         |
| Випускається з                               | 2008 (несерійні моделі)                                                             |
| Кількість випущених екземплярів              | 2                                                                                   |
| Подібні моделі                               | Богдан Т601, Богдан Т701, Богдан Т801, Богдан Т901                                  |
| Експлуатація                                 | працюють у Луцьку, №№ 206 і 207                                                     |
| Кузов                                        |                                                                                     |
| Кузов (загальне описання)                    | однозвенний, вагонного компонування, тримальний + інтегрована рама                  |
| Обшивка кузова                               | оцинкована сталь                                                                    |
| Антикорозійне покриття                       | повна антикорозійна обробка                                                         |
| Ресурс кузова, не менше ніж, роки            | 15                                                                                  |
| Габаритні розміри                            |                                                                                     |
| Довжина, мм                                  | 9990                                                                                |
| Ширина, мм                                   | 2480                                                                                |
| Висота, мм                                   | 3308                                                                                |
| Передня колія, мм                            |                                                                                     |
| Задня колія, мм                              |                                                                                     |
| Поворотний діаметр, не більше, м             |                                                                                     |
| Колісна база, мм                             | 5100                                                                                |
| Дорожній просвіт, мм                         | ~150                                                                                |
| Елементи ззовні                              |                                                                                     |
| Світлотехніка (передок)                      | 4 звичайні, 2 протитуманні, 2 дального світла+2 поворотні і передні габаритні вогні |
| Бампер                                       | зварний, нечіткоокреслений                                                          |
| Бокові дзеркала заднього виду                | сферичного типу, «вуха кролика»                                                     |
| Вітрове скло                                 | панорамне, безосколкове                                                             |
| Склоочисники                                 | горизонтальні, тришвидкісні                                                         |
| Склоомивачі                                  |                                                                                     |
| Маршрутовказівники                           | електронні табло з жовтими літерами, дисплей суцільний                              |
| Буксирувальний кронштейн                     | 2 кронштейни під бампером на передку                                                |
| Бокові дзеркала заднього виду                | сферичні, «вуха», з антибликовим покриттям                                          |
| Розташування мотовідсіка двигуна             | ззаду за задньою панеллю, частина у салоні                                          |
| Колеса                                       | 275/70R×22.5 8.25×22.5 4×2 (формула)                                                |
| Осі, штук                                    | 2 (4×2)                                                                             |
| Задній бампер                                | чіткоокреслений                                                                     |
| Шасі                                         |                                                                                     |
| Передня вісь                                 | Voith                                                                               |
| Задній міст, модель                          | Voith                                                                               |
| Додаткова вісь, модель                       | —                                                                                   |
| Ведучий міст                                 | задній                                                                              |
| Гальмівна система (робоча)                   | пневматична, двохконтурна                                                           |
| Стоянкове гальмо                             | ручний важіль, діє на гальмівні механізми заднього мосту                            |
| Допоміжне гальмо                             | електродинамічне (реостатне)                                                        |
| Резервне гальмо                              | один з контурів робочої гальмівної системи                                          |
| ABS                                          | наявна                                                                              |
| Передня підвіска                             | незалежна пневматична                                                               |
| Задня підвіска                               | залежна пневматична+регулятори підлоги                                              |
| Салон                                        |                                                                                     |
| Кількість дверей і тип                       | 1—2—1 (3)                                                                           |
| Аварійне відкриття дверей                    |                                                                                     |
| Висота підлоги салону над дорогою, см        | 35 (2 двері)                                                                        |
| Ширина дверей, см                            | ~140 (двостулкові), 82 (одностулкові)                                               |
| Система кнілінгу                             |                                                                                     |
| Пандус для в'їзду інвалідних візків          | немає                                                                               |
| Розташування пандуса                         | немає                                                                               |
| Поручні                                      | зі сталевої труби, з антикорозійною обробкою                                        |
| Сидіння                                      | м'які, роздільні, полуторні відсутні (спереду), (див. опис)                         |
| Кількість сидінь                             | 22 (без урахування водія)                                                           |
| Освітлення у салоні                          | плафонові світильники на даху                                                       |
| Вентиляція у салоні                          | люки, кватирки                                                                      |
| Бокові вікна                                 | затоновані чорним відтінком, безосколкові                                           |
| Опалення                                     | повітряний конвектор                                                                |
| Пасажиромісткість салону, чол                | 86 (нормальна)                                                                      |
| Місце водія                                  |                                                                                     |
| Кабіна водія                                 | відокремлена перегородкою від салону                                                |
| Підсвітка у кабіні                           | кожен з показникових приладів і один плафоновий світильник                          |
| Вентиляція у кабіні                          | через вентилятор (додатково) і зсувну кватирку                                      |
| Опалення у кабіні водія                      | повітряний конвектор                                                                |
| Крісло водія                                 | м'яке, на спеціальних рейках; висувається, спинка регульована                       |
| Приборна панель                              | у формі напівкруга з пластику, регульована                                          |
| Рульове керування                            | ЗАТ «Радій» або ZF (з гідропідсилювачем)                                            |
| Педалі                                       | 2 керівні педалі                                                                    |
| Дзеркало огляду салону                       | наявне                                                                              |
| Вогнегасник                                  | наявний                                                                             |
| Аптечка                                      | наявна                                                                              |
| Двигун і динамічні характеристики            |                                                                                     |
| Марка двигуна                                | ЕД 139, постійного струму, виробництва «Електроважмаш», Харків                      |
| Кількість двигунів                           | 1                                                                                   |
| Потужність електродвигуна, кіловат           | 140                                                                                 |
| Номінальний крутний момент, Н×м              |                                                                                     |
| Номінальна частота обертання, об/хв          |                                                                                     |
| Максимальна частота обертання, об/хв         |                                                                                     |
| Максимальна швидкість руху, км/год           | 65                                                                                  |
| Розгін 0—40 км/год за, сек                   |                                                                                     |
| Електроустаткування                          |                                                                                     |
| Система керування                            | IGBT-транзисторна                                                                   |
| Виробник СК                                  | Cegelec, Чехія                                                                      |
| Штанги і система штанговловлювання           | механічна                                                                           |
| Номінальна напруга на струмоприймачах, Вольт | 550                                                                                 |
| Бортова напруга, Вольт                       | 24-28 В                                                                             |
| Інші агрегати                                |                                                                                     |
| Компресорний агрегат, виробник, країна       |                                                                                     |
| Статичний перетворювач                       | 7 кВт, 550/28/380 В, виробник Чехія                                                 |
| Гідростанція, виробник                       |                                                                                     |

## Інші тролейбуси Богдан
- Богдан Е231 (2007—2008) — 14.6-метровий тролейбус на базі Богдан А231; випущено 8 екземплярів, 3 експлуатуються у Києві і ще 5 працюють на маршрутах Луцька.
- Богдан Т601 (2008—2011) — 11-метровий тролейбус на базі Богдан А601.10, випускається з 2008 року, випущено 14 екземплярів.
- Богдан Т701 (2010—) — 12-метровий тролейбус, буде випускатися з 2010 року, у лютому 2010 випущено два екземпляри, що скоро пройдуть обкатку. Зараз експлуатуються в Криму, Києві, Полтаві.
- Богдан Т801 (2009—2011) — 15-метровий тролейбус, випускається з 2009 року, випущено 1 дослідний екземпляр, проходив пробну експлуатацію у Києві. Можливо, скоро буде випущено ще один.
- Богдан Т901 (2011—) — 18.8-метровий двосекційний тролейбус, такі тролейбуси в кількості 43 одиниць ходять в Києві.

## Головні відмінності Т501 та інших тролейбусів Богдан
- Богдан Т50110 є найменшим з усіх існуючих тролейбусів Богдан: довжина його становить лише 10 метрів, він є вужчим на нижчим за інші;
- На відміну від інших, даний тролейбус є напівнизькопідлоговим, до задньої частини салону ведуть 2 сходинки;
- застосовано сидіння з м'яким покриттям, на відміну від напівжорстких у наступників, сидіння мають зовсім іншу форму (хоча деякі з Т60111 мають таку саму форму);
- накопичувальний майданчик навпроти середніх дверей як такий відсутній;
- передні двері у усіх інших Богданів мають по дві стулки, цей лише одну: пасажири не мають входу у передній частині салону, оскільки вона передбачена для входу та виходу водія з кабіни.
- на майже усіх поручнях вертикального типу встановлено кнопки виклику до водія; у наступників Богдан Т601 і Т801 такими кнопками обладнано лише поручні біля дверей.
- у тролейбуса як така відсутня накопичувальна площадка навпроти середніх дверей та пандус для в’їзду інвалідних візків. У Т601 і Т801 це вже наявне, а у Т801 наявне спеціальне відкидне інвалідне крісло.
- у Т501 дискова конструкція коліс.

## Відмінності між Т501.10 і А501.10
Окрім звичних відмінностей між тролейбусом та автобусом є такі відмінності у конструкції:
- автобус має чотири одностворчасті двері, тролейбус має формулу 1—2—1;
- у автобуса 20 сидячих місць, у тролейбуса їх на 2 більше, 22 штуки;
- у автобуса немає додаткової панелі з лівого боку від головної приборної панелі (саме місце є, просто клавіш та важелів там немає), у тролейбуса вони наявні.